# Partial Terms of Endearment
Partial Terms of Endearment es el vigésimo primer episodio y último de la octava temporada de la serie Padre de familia. A diferencia de los demás, este fue emitido a través de la cadena británica BBC 3 en el 20 de junio de 2010.
La trama se centra en Lois, quien decide ofrecerse como madre de alquiler para ayudar a una vieja amiga de la universidad a tener un hijo. Desafortunadamente, tanto ella como su esposo fallecen de manera trágica, este suceso hace a Lois replantearse el aborto o esperar a que la criatura nazca y entregarlo en adopción.
El episodio está escrito por Danny Smith y dirigido por Joseph Lee. FOX se negó a emitir el episodio en su cadena, sin embargo, fue incluido en una edición DVD de la serie en septiembre de 2010 junto con el especial Seth & Alex's Almost Live Comedy Show.

## Argumento
En una reunión de viejos alumnos de la universidad a la que fue, Lois se reencuentra con un viejo compañero con el que hace tiempo quedó y experimentó. Tras contarle los detalles a su marido, Peter empieza a asumir que se trata de un hombre hasta que se queda estupefacto al descubrir que en realidad estuvo con una mujer llamada Naomi Robinson. Al saber lo que hicieron las dos en su época de estudiantes, Peter empieza a excitarse. Naomi les anuncia que le gustaría proponerles algo en la casa de estos. Tras escuchar la conversación de ambas, Peter empieza a asumir que participará en un trío con Naomi y su mujer, por lo que expulsa de casa a sus hijos y a Brian. Una vez que llega la mujer, esta les presenta a su marido, Dale. Peter parece decepcionado al ver que no habrá trío, sin embargo aun piensa en tener sexo en grupo y empieza a insinuarse ante los demás presentes con varios disfraces. Una vez los cuatro acuden al recibidor a conversar, Peter se lleva una profunda decepción al saber que no habrá orgía. Las insistencias de Peter hacen confesar a Naomi que tanto ella como su marido tienen dificultades para concebir hijos y le pide a Lois un favor, que se ofrezca como madre de alquiler. Ante tal solicitud, Lois empieza a pensar sobre el asunto.
A la mañana siguiente le comunica a su familia la intención de someterse a una fecundación in vitro, lo cual enfada a Peter, que se niega a verla embarazada durante nueve meses. A pesar de la oposición de su marido, Lois acude al hospital y, tras la inseminación, al día siguiente los resultados del test de embarazo dan positivo. Peter, enfadado con la decisión de su mujer, intenta [sin éxito] de todas maneras que aborte. Finalmente ambos acaban discutiendo sobre la firme decisión de ella de ser la madre portadora hasta que la televisión atraen sus atenciones. Una noticia de última hora revela que ha habido un accidente de tráfico con el resultado de varias muertes y, entre los fallecidos, se encontraban Naomi y Dale. Afligida por tal perdida, Lois no sabe qué hacer con el bebé y enseguida todos empiezan a sugerirle la posibilidad de que aborte o lo entregue en adopción. Mientras lo piensa, acude con su marido a un centro de planificación familiar que les asesore. Finalmente, Lois toma la decisión de abortar. Tras apalabrarlo, Peter sale del edificio y se encuentra frente a un grupo de manifestantes provida que les muestra un vídeo de propaganda en el que hablan de tal procedimiento como un asesinato, lo que hace que Peter cambie de opinión y saque a Lois a rastras. Al llegar a casa los dos discuten sin que la mujer de su brazo a torcer. Para finalmente solucionar el problema deciden hablarlo con más calma y finalmente, cuando toda la familia está en la mesa, Lois comunica que ha decidido dar a luz al hijo y cuidarlo como un Griffin más. Al escuchar esto, Peter se gira a cámara y dice que van a abortar.

## Producción
El 25 de julio de 2009, MacFarlane anunció el episodio en la Convención del Comic de San Diego, el capítulo fue escrito por Danny Smith y dirigido por Joseph Lee, quien tiempo atrás trabajó como ayudante de dirección y artista de storyboard. Esta es su segunda colaboración desde April in Quahog.
Aparte del reparto habitual, el episodio cuenta con las voces de los actores Gary Beach, Jackson Douglas, Phil LaMarr, Will Sasso, Julia Sweeney, Wil Wheaton y Michael York.

### Controversia
Al principio este episodio iba a emitirse dentro de la octava temporada según estaba previsto, pero semanas antes de que diera comienzo la sesión, la 20th Century Fox censuró el episodio, debido a que la trama principal se basaba en el aborto, no obstante, permitieron la producción del mismo y Seth MacFarlane anunció que el episodio estaría incluido en una edición en DVD para septiembre de 2010. Finalmente el episodio se emitió en televisión a través de la cadena británica BBC 3 el 20 de junio de 2010 como el último episodio de la octava temporada a pesar de que esta terminó hace un mes.

### Lectura del guion
Poco tiempo después de que se censurara la emisión del capítulo, el 12 de agosto de 2009 en el Teatro Ricardo Montalbán de Hollywood se procedió a una lectura del guion en directo para los asistentes. El evento fue organizado por la Academy of Arts and Sciences y otros invitados VIP a pocos días de la 61ra edición de los Emmy. MacFarlane hizo un comentario sobre el evento: "hicimos esto para atraer los votos de los Emmy, así que podríamos perder por unos pocos."